# Der Jude
Der Jude (Le Juif) est une revue allemande mensuelle fondée par Martin Buber et Salman Schocken, publiée de 1916 à 1928.
Buber en est l'éditeur tandis que les rédacteurs en chef en sont Max Mayer (1886–1967), Max Mayer Präger (1889–1942), Gustav Krojanker (1891–1945), Ernst Simon et Siegmund Kaznelson (de).
Der Jude paraît sur un rythme mensuel de 1916 à 1928 chez R. Löwit Verlag (Berlin/Vienne). Durant ses deux dernières années d'existence, la revue paraît de façon irrégulière avec un tirage de 3 000 à 5 000 exemplaires.
La revue de Buber est le troisième magazine à porter ce titre. Gottfried Selig a publié un journal différent de 1768 à 1772 et Gabriel Riesser un magazine au titre similaire à partir de 1832. Un quatrième magazine en allemand portant ce titre est publié de façon hebdomadaire à New York à partir de 1895.
Dès 1903, Martin Buber envisage de publier un magazine intitulé Der Jude avec pour sous-titre Revue der jüdischen Moderne (« Revue du judaïsme moderne »), en collaboration avec Chaim Weizmann et Berthold Feiwel (de), mais le projet n'aboutit pas.

## Source de la traduction
- (en) Cet article est partiellement ou en totalité issu de l’article de Wikipédia en anglais intitulé « Der Jude (magazine) » (voir la liste des auteurs).